# Экономика Мали
Мали — аграрная страна. Является одним из наименее развитых государств мира.
Является крупнейшим в регионе экспортёром хлопка и занимает третье место в Африке по добыче золота. Золото — главный источник доходов. Каждый год в стране производится до 50 тонн драгметалла. Добыча золота составляет 20 % от ВВП страны и около 70 % экспорта. Разведанные золотые запасы месторождений пояса Фалеме (около границы с Сенегалом) составляли 470—490 тонн по состоянию на 2006 год.

## Сельское хозяйство

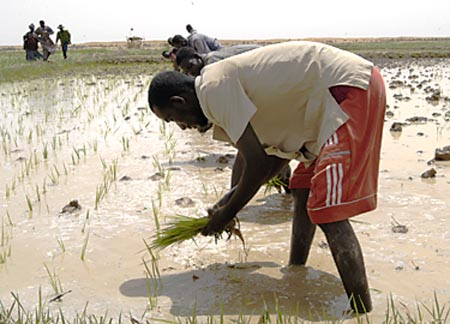
Малийские фермеры на рисовом поле

В сельском хозяйстве занято 80 % трудоспособного населения, оно даёт 38,5 % ВВП. Главная экспортная культура — арахис, а также хлопок. Выращивают также апельсины, бананы, маниок, кукурузу (459,4 тыс. т), просо (1,7 млн т в 2014 году), пшеницу, рис (718 тыс. т), сахарный тростник, сорго, табак, хлопок, ямс (47,8 тыс. т).
Важное значение имеет скотоводство: разведение верблюдов, крупного рогатого скота, коз, лошадей, овец, ослов, свиней; птицеводство. Мали — одна их крупнейших скотоводческих стран Западной Африки (экспортируется 85 % поголовья скота). Во время засух погибает до 80 % животных. Рыболовство — вылов нильского окуня, тилапии и др. Ежегодно вылавливается ок. 100 тыс. т рыбы.

## Промышленность

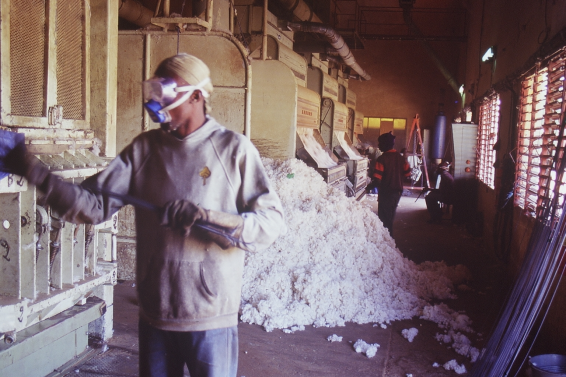
Хлопковая фабрика в Мали

В промышленности занято 20 % трудоспособного населения, она даёт 23,3 % ВВП. Главной отраслью добывающей промышленности является золотодобыча. Сегодня на долю горнодобывающей промышленности Мали приходится около 7 % ВВП страны, а с 2000 до 2013 года на золото приходилось практически 70 % всего экспорта (1,38 млрд долл. в 2014 г.) и 25—30 % доходов государства, что ставит Мали в очевидную экономическую зависимость от колебаний цен на драгоценный металл. На 2012 год в горнодобывающей промышленности было напрямую занято более 3,8 тыс. человек, косвенно — 11,9 тыс. человек.
По итогам 2016 г., Мали занимает 15-е место в мире и 3-е в Африке по общему объему добычи золота — 49,8 т. Однако согласно официальным данным в 2017 г. этот показатель снизится примерно до 49 т.
Так же ведётся добыча гранита, мрамора, поваренной соли и фосфоритов. Обрабатывающая промышленность представлена предприятиями пищевой промышленности и по обработке сельскохозяйственного сырья. Имеются табачные, текстильные, обувные фабрики.

## Транспорт

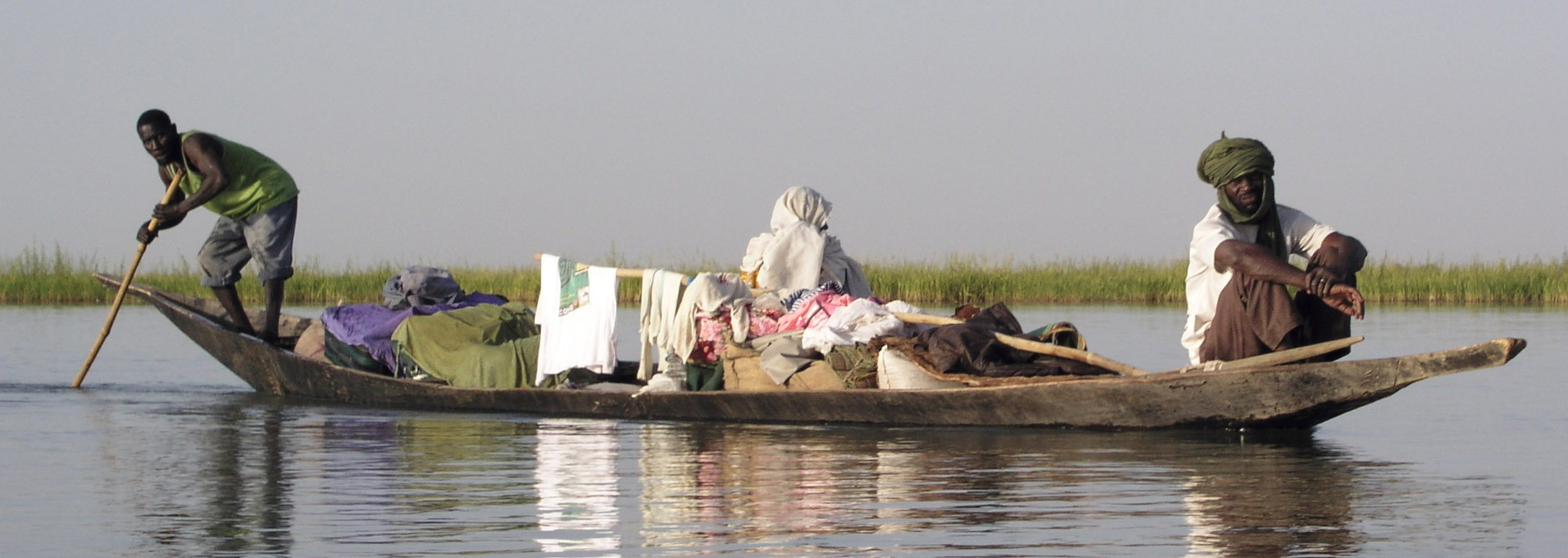
Малийская пирога на реке Нигер

Аэропорты
- всего — 25 (2013)[2], в том числе:
  - с твёрдым покрытием — 8
  - без твёрдого покрытия — 17

Автомобильные дороги
- всего — 22 474 км (2009)[2], в том числе:
  - с твёрдым покрытием — 5522 км
  - без твёрдого покрытия — 16 952 км

Железные дороги
- всего — 593 км (2014)[2]

## Торговля
- Экспорт: $3,036 млрд (2017)[2]
- Статьи экспорта: хлопок, золото, домашний скот
- Партнёры по экспорту: Швейцария — 31,8 %, ОАЭ — 15,4 %, Буркина-Фасо — 7,8 %, Кот-д'Ивуар — 7,3 %, ЮАР — 5 %
- Импорт: $3,191 млрд (2017)[2]
- Статьи импорта: топливо, машины и оборудование, продовольствие
- Партнёры по импорту: Сенегал — 24,4 %, Китай — 13,2 %, Кот-д'Ивуар — 9 %, Франция — 7,3 %.